# Eupteryx sikkimensis
Eupteryx sikkimensis är en insektsart som beskrevs av Irena Dworakowska 1994. Eupteryx sikkimensis ingår i släktet Eupteryx och familjen dvärgstritar. Inga underarter finns listade i Catalogue of Life.